# أسلوب الكاتدرائية البولندية

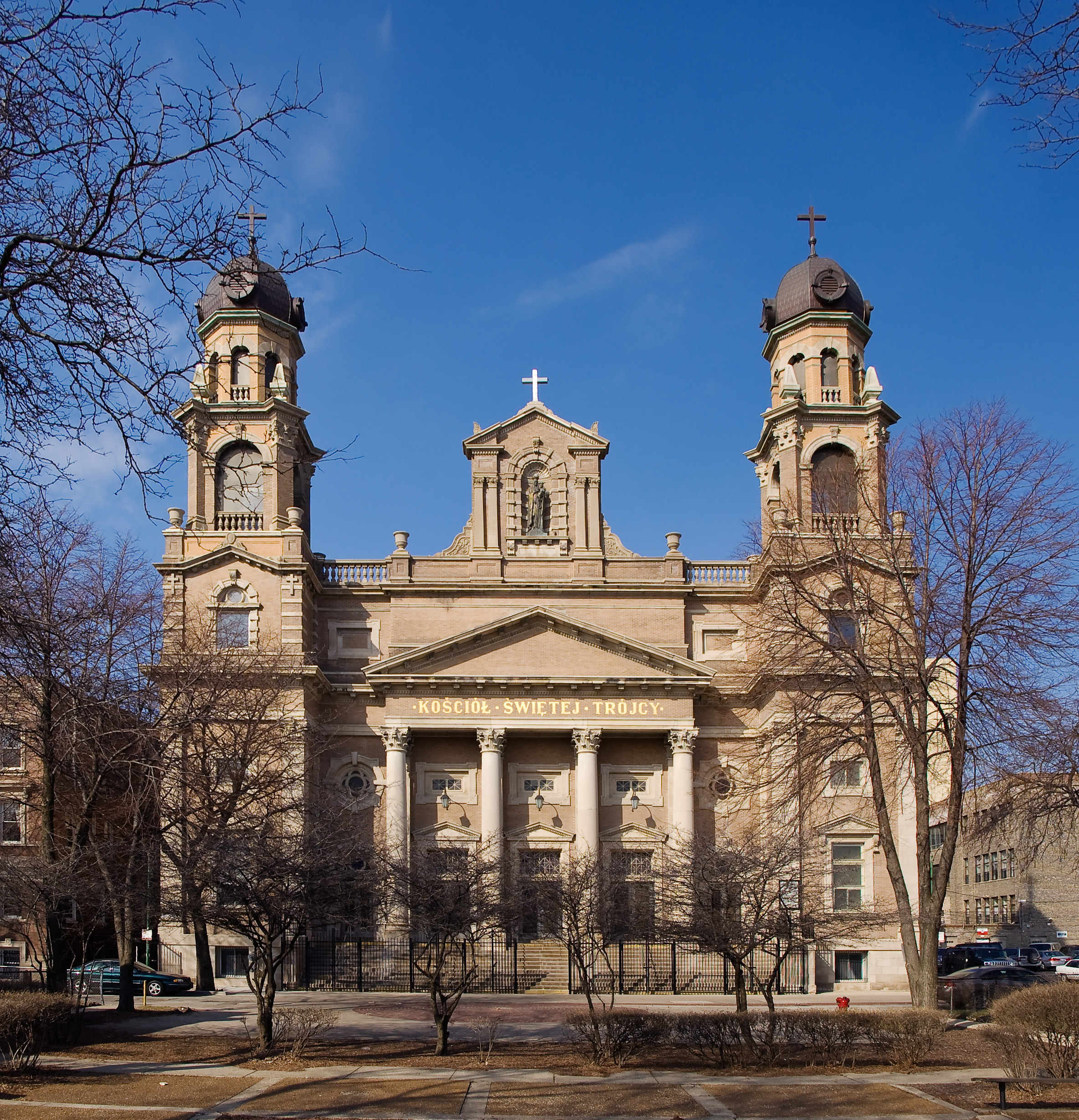

الأسلوب المعماري للكاتدرائية البولندية هو نوع أمريكي شمالي للعمارة الكنسية الكاثوليكية، يوجد في جميع أنحاء البحيرات العظمى ومناطق إقليم الأطلسي الأوسط وكذلك في أجزاء من نيو إنجلاند. ليست هذه الكنائس الضخمة كاتدرائيات بالضرورة، بل تُعرف على أنها مقرات للأساقفة أو لأبرشياتهم.
تتمتع كنائس الكاتدرائية البولندية عمومًا بكميات كبيرة من الزخارف في الداخل والخارج، ويمكن مقارنتها فقط بأسلوب التشوريجيرا أو الباروك الإسباني الأكثر شهرة. تعكس الزخارف المستخدمة أذواق المهاجرين البولنديين إلى هذه المناطق من خلال رموز وتماثيل القديسين المعروضة بشكل بارز طوال الوقت. إضافة إلى ذلك، هناك ميل كبير نحو الزخرفة المستمدة من عصر النهضة وعصر الباروك، إلى جانب تصاميم النمذجة بعد الكنائس الشهيرة في بولندا. إن ادعاء «الأساليب المعمارية» المختلفة لأوروبا المنسوبة إلى هذه الكنائس مضلل، لأن معظمها وُصفت من قبل مؤرخي الفن على أنها أمثلة على الانتقائية والتاريخانية، التي تتميز بها النهضات المعمارية المختلفة الموجودة في أساليب القرن التاسع عشر وأوائل القرن العشرين. تعرض هذه الكنائس مزيجًا من السمات المعمارية التي تنتمي للعديد من العصور الماضية المميزة لأوروبا والأمريكتين.

## تركيبة فريدة
يقول سكريت إن الكنائس البولندية تجاوزت بالحجم كنائس المهاجرين الآخرين. عزز أسلوبهم رؤية المهاجرين للهوية البولندية.
كتب كانتويز في أبرشية شيكاغو: رحلة الإيمان: يبدو تفضيل الاتحاد البولندي لأشكال عصر النهضة والباروك أكثر وضوحًا. حلت أيام مجد الكومنولث البولندي في القرنين السادس عشر والسابع عشر، عندما شكلت أكبر ولاية في أوروبا...يعكس الأسلوب المعماري لكنائس شيكاغو البولندية في مدينة شيكاغو هذا، ولاسيما الصروح الرائعة لورتمان وستينباخ التي بُنيت على طول شارع ميلووكي على الجانب الشمالي الغربي، مما عكس مجد النهضة للكاثوليكية البولندية».
كتب بيتر ويليامز في كتابه بيوت الله: المنطقة والدين والعمارة في الولايات المتحدة في الصفحة 179: «في ديترويت وشيكاغو على وجه الخصوص، ظهر نوع مميز من أبنية الكنائس بين المجتمعات البولندية، (الكاتدرائية البولندية)». بُنيت معظم الكنائس الكاثوليكية مع مبالغة أكبر أو بتواضع وموضوعات قوطية ورومانسكية شائعة في جميع أنحاء البلاد، غالبًا ما يختار الأسقف الطموح في البحيرات الكبرى في بولونيا، إنشاء بيانات ضخمة في أسلوب عصر النهضة في بلدهم الأم. غالبًا ما كان حجم هذه الهياكل ضخمًا، سواء في الحجم الكبير لهذه الأبرشيات أو الطموحات الأسقفية لقادتهم الدينيين... وما تزال مرئية من الطرق السريعة، والعديد من هذه «الكاتدرائيات» مثل سانت ستانيسلاوس كوستكا في شيكاغو التي تخدم الآن دوائر أميركية من أصل أفريقي أو لاتيني، بينما أُغلقت غيرها من قبل أساقفتهم عند لم تعد مجدية من الناحية الاقتصادية.
تعد الكنائس من معالم الجذب السياحي الرئيسية في شيكاغو، وتُخصص جولات لها حصريًا. أقام مركز آرشيسنتر التابع لمؤسسة شيكاغو المعمارية معرضًا عن هذه الكنوز بعنوان الكنائس البولندية في شيكاغو.
بنى الفقراء العاملون في هذه المناطق المعابد المزخرفة إلى حد كبير في الفترة الممتدة من نهاية الحرب الأهلية الأمريكية حتى نهاية الحرب العالمية الثانية.

## النقد
انتقد العديد من النخب البروتستانتية في شيكاغو هذه الكنائس الكبيرة من الناحية الأسلوبية على أنها أسلوب «متباهي» بالمقارنة مع أسلوب «البساطة» الرائج في دور العبادة البروتستانتية. أجاب رؤساء الكاثوليك مثل لانكستر سبالدينغ، أول أسقف في بيوريا من خلال مقارنة الكنائس التي مولها المهاجرون بأهرامات مصر التي بناها العبيد.